# 米西利谢米

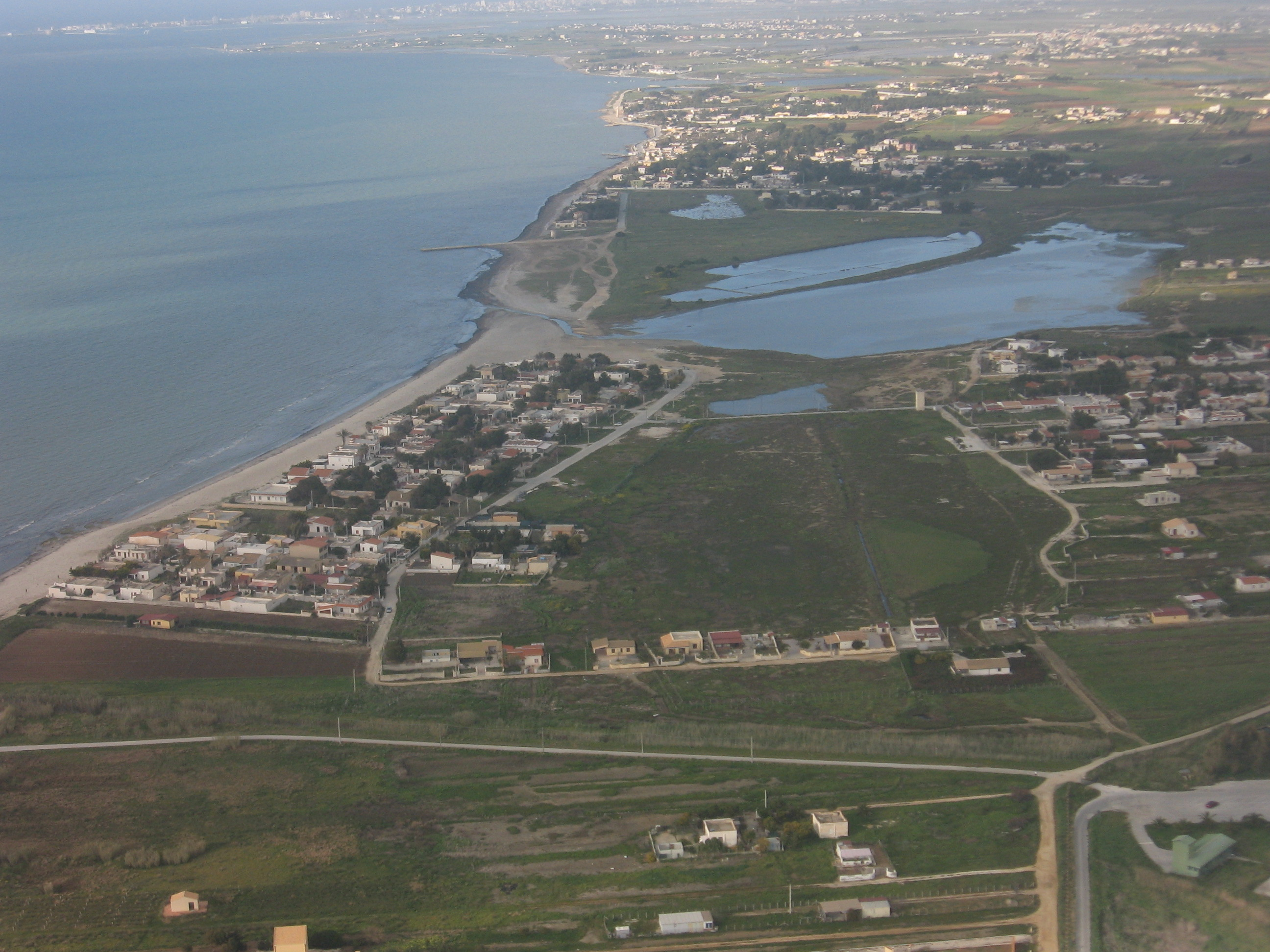
全景图

米西利谢米在特拉帕尼省的位置

米西利谢米（義大利語：Misiliscemi）是意大利西西里大区特拉帕尼省的一个市镇。市镇面积为93平方公里，人口数量为8,669人（2021年）。与其接壤的市镇有马尔萨拉、帕切科和特拉帕尼。
该市镇是在2021年从特拉帕尼分出而成立的。早在2018年的公投中，特拉帕尼中的八个分区（frazioni）的居民投票决定是否成立米西利谢米市镇。在7,530名投票者中有3,752名投票赞成。